# William Cockburn (hockey sur glace)
Pour les articles homonymes, voir William Cockburn.
William George Cockburn (né le 1er mars 1902 à Toronto, mort le 21 mars 1975 à Winnipeg) est un joueur canadien de hockey sur glace.

## Carrière
Fils d'un émigré écossais et d'une Ontarienne, la famille Cockburn s'installe en 1910 à Winnipeg, au Manitoba. Pendant son enfance, il pratique une variété de sports, dont la crosse, le base-ball, le rugby et le hockey. Il remporte les championnats de Winnipeg et du Manitoba en crosse, base-ball et hockey.
Il joue dans l'équipe junior des Tigres de Winnipeg de 1918 à 1922. En 1922, il vient dans l'équipe élite du même club. Il joue jusqu'en 1926 avec plusieurs équipes de Winnipeg comme celle de la Banque Royale du Canada, dont il est l'employé, qui remporte le championnat de la Commercial League en 1922, 1925 et 1926.
En 1926, Cockburn déménage à Montréal, au Québec, où il travaille comme marchand de grains. Cockburn joue pour diverses équipes à Montréal, dont les Victorias de Montréal qui atteignent la finale de la coupe Allan en 1928. En 1928, Cockburn retourne à Winnipeg. Il joue les quatre saisons suivantes sans rester longtemps dans un club, y compris le Hockey Club de Winnipeg, dont il est la capitaine, qui remporte la Keane Memorial Cup en tant que champions de Winnipeg, la coupe Pattison en tant que champions du Manitoba et la Coupe Allan de 1931.
En tant que championne de la Coupe Allan, l'équipe est sélectionnée pour représenter le Canada aux Jeux olympiques d'hiver de 1932 à Lake Placid. Le Canada remporte la médaille d'or. William Cockburn est le capitaine et dispute quatre des cinq matchs en tant que gardien de but.
En 1932, il est finaliste pour le prix Crowe en tant qu'athlète canadien de l'année.
Cockburn prend sa retraite du hockey sur glace après les Jeux olympiques, bien qu'il soit enregistré comme jouant occasionnellement comme avec les Miami Clippers en 1938-1939. Il devient entraîneur d'équipes dans la région de Winnipeg telles que le Brokers Hockey Club et les Dokey Tigers.
William Cockburn est intronisé au Temple de la renommée du hockey du Manitoba en 1990.